# Euphorbia complexa
Euphorbia complexa är en törelväxtart som beskrevs av Robert Allen Dyer. Euphorbia complexa ingår i släktet törlar, och familjen törelväxter. Inga underarter finns listade i Catalogue of Life.